# Daniel (Waldsassen)
Daniel war Abt des Klosters Waldsassen von 1165 bis 1194.
Der Zeitraum des Wirkens von Daniel als Abt von Waldsassen wird in der Literatur häufig bereits im Jahr 1161 angesetzt. Von Daniel sind einzelne Schriften in Fragmenten erhalten. Die in der Waldsassener Chronik 1507 als Vocabularium Papiae bezeichnete Abschrift von Werken Papias war zu jenem Zeitpunkt noch erhalten. 